# Gumelem Kulon
Gumelem Kulon is een bestuurslaag in het regentschap Banjarnegara van de provincie Midden-Java, Indonesië. Gumelem Kulon telt 9189 inwoners (volkstelling 2010).